# Ácido hipocloroso
Ácido hipocloroso é um ácido instável de fórmula HClO que se forma com a dissolução do gás cloro em água.
O HClO é um ácido fraco e que rapidamente se dissocia produzindo cloro e água, por esta razão ele normalmente é encontrado como intermediário em reações químicas

## Características e uso
Por ser um ácido instável são normalmente usados seus sais como o hipoclorito de sódio (NaClO) que pode ser obtido borbulhando gás cloro em uma solução aquosa de NaOH:
Cl2 + 2 NaOH → NaCl + NaOCl + H2O
Devido a suas propriedades desinfetantes o HClO é usado no tratamento de água potável e como produto de limpeza. Uma solução de 1-2,5% de NaClO é conhecida habitualmente como água sanitária ou cloro líquido.

## Danos a saúde
O HClO e seus sais ao serem misturados com compostos orgânicos liberam gases tóxicos como por exemplo a cloramina que pode ser formada pela reação com a ureia (também encontrada na urina) ou compostos de amônia:
NH3  +  HClO  →  NH2Cl  +  H2O            
O ácido hipocloroso também se decompõe liberando cloro que por sua vez é um gás venenoso e pode ser percursor de várias disfunções no trato respiratório.